# 阿布杜拉加克·阿布巴卡尔·简加拉尼
阿布杜拉加克·阿布巴卡爾·簡加拉尼（Abdurajak Abubakar Janjalani，1959年—1998年12月18日），菲律賓摩洛人，阿布沙耶夫奠基人，他生於巴西蘭島的一個穆斯林-基督徒家庭。
他以前是一位老師，曾於1980年代在利比亞，敘利亞和沙特阿拉伯學習伊斯蘭神學和阿拉伯語。
當簡加拉尼於1990年回到菲律賓時，吸引眾多穆斯林青年加入他的組織。簡加拉尼也據稱從拉登得到的$6000000建立一個摩洛民族解放陣線的一個分支組織。據稱在1980年代，在蘇聯入侵阿富汗期間，他在阿富汗與本·拉登見面並肩作戰對抗蘇聯。在他被警察殺死的時候，他是該國頭號通緝犯，被懸賞1500000比索的獎金以獵首。